# مگس درنا
مگس درنا (نام علمی: Tipulidae) نام یک تیره از زیرراسته نخ‌شاخان است.

## نگارخانه